# Goldeneye: Rogue Agent
Goldeneye: Rouge Agent är en förstapersonsskjutare, utvecklat och utgivet av Electronic Arts. Spelet släpptes till Gamecube, Playstation 2 och Xbox under 2004, medan en version till Nintendo DS släpptes 2005. Spelet har ingen relation till filmen Goldeneye från 1995 eller datorspelet Goldeneye 007 från 1997.
Man har blivit utesluten från träningslägret till MI6 på grund av oförsiktighet och brutalitet. Istället arbetar man som en agent i den kriminella världen. Spelets namn kommer från ett gyllene ögonimplantat huvudpersonen får, med vilket man kan se genom väggar, projicera en energisköld, hacka elektronisk utrustning och vapen på avstånd och kasta iväg människor och ting.

## Mottagande
I Super Play recenserade Mikael Weichbrodt spelet där han gav det 6 av 10 i betyg, han ansåg att det var ett medelmåttigt spel med en billig handling, och att Goldeneye-manicken användes för mycket till att skapa simpla tricks och fällor vilket gjorde det långtråkigt att spela, men spelet hade ändå samma känsla som det gamla spelet och ibland gav honom samma sorts rysningar vilket gjorde att han fortsatte spela det.